# Epignose
Eine Epignose ist die Vorhersage vergangener, aber noch nicht aufgefundener Tatsachen. (Beispiel: Bei Prüfung der bisher geheim gehaltenen Protokollbände wird die Schlüsselrolle von NN für die Ablehnung des Vorhabens deutlich werden.) Das Wort Epignose selbst ist ein gräzisierendes Kunstwort und soll die Umkehr der Blickrichtung gegenüber einer Prognose kennzeichnen, die zukünftige und also noch nicht auffindbare Tatsachen vorhersagt.
Analytisch können Epignosen prinzipiell fundierte Auskünfte über die Wahrscheinlichkeit ihrer Wahrheit abgeben (ist nach dem Beispiel nur einer von fünf Bänden zufällig zugänglich, so findet man mit 20-prozentiger Wahrscheinlichkeit die gesuchte Auskunft). Prognosen hingegen können keine erweislich richtige Wahrscheinlichkeitsaussagen enthalten. Beispiel: Morgen regnet es mit 20 Prozent Wahrscheinlichkeit  ist logisch keine wahrheitsfähige Aussage. Denn entweder regnet es oder nicht. Eine Prozentaussage wird durch den Eintritt beider Ereignisse jedenfalls unfalsifizierbar.